# Psyrassaforma nitida
Psyrassaforma nitida là một loài bọ cánh cứng trong họ Cerambycidae.